# آوون جفکات
آوون جفکات (انگلیسی: Avun Jephcott؛ زادهٔ ۱۶ اکتبر ۱۹۸۳) بازیکن فوتبال اهل بریتانیا است.
از باشگاه‌هایی که در آن بازی کرده‌است می‌توان به باشگاه فوتبال استراتفورد تاون، باشگاه فوتبال لیمینگتون، باشگاه فوتبال نانیتون تاون، باشگاه فوتبال کاونتری سیتی، باشگاه فوتبال ووستر سیتی، باشگاه فوتبال تاموورث، باشگاه فوتبال لینفیلد، و باشگاه فوتبال نوتس کانتی اشاره کرد.